# Mesosa hirsuta
Mesosa hirsuta es una especie de escarabajo longicornio de la subfamilia Lamiinae. Fue descrita científicamente por Bates en 1884.
Se distribuye por Japón, Corea y Rusia. Posee una longitud corporal de 10-17 milímetros. El período de vuelo de esta especie ocurre en los meses de mayo, junio, julio, agosto, septiembre y octubre.
Mesosa hirsuta se alimenta de plantas y arbustos de la familia Anacardiaceae, Betulaceae, Aceraceae, Coryloideae, Juglandaceae, Salicaceae, entre otras.